# Czesława Samsel
Czesława Samsel (ur. 25 grudnia 1933 w Wachu) – polska koronkarka i twórczyni plastyki obrzędowej z Puszczy Zielonej.

## Życiorys
Jest córką rolników. Wykonywania kierców kurpiowskich uczyła się od matki i starszej siostry Marianny Olender. Swoją wiedzę przekazała wnukom. Jest znaną i cenioną twórczynią, m.in. z powodu tworzenia haftów i koronek, których nauczyła się sama, oraz byśków i nowych latek. Od 1968 współpracowała ze Spółdzielnią Rękodzieła Ludowego i Artystycznego „Kurpianka” w Kadzidle, której dostarczała swoje dzieła (dywany, później koronki). Mieszka w Zalesiu.  
Należy do Stowarzyszenia Twórców Ludowych i Stowarzyszenia Artystów Kurpiowskich. 
Jej prace pokazywano na różnych konkursach i wystawach sztuki ludowej. Można je zobaczyć w Muzeum Kultury Kurpiowskiej w Ostrołęce i Państwowym Muzeum Etnograficznym w Warszawie.
Otrzymała medal pamiątkowy „Pro Masovia”, medal „Zasłużony dla Cepelii”, odznakę „Zasłużony dla Kultury Polskiej", „Kurpika” – nagrodę przyznawaną przez Prezesa Związku Kurpiów – w kategorii twórczość ludowa, Nagrodę Specjalną Ministra Kultury i Dziedzictwa Narodowego, dyplom honorowy z okazji 65-lecia Cepelii za zasługi dla zachowania dorobku kultury polskiej oraz Nagrodę Kolberga (2023).